# ジャガー・Mk1/Mk2

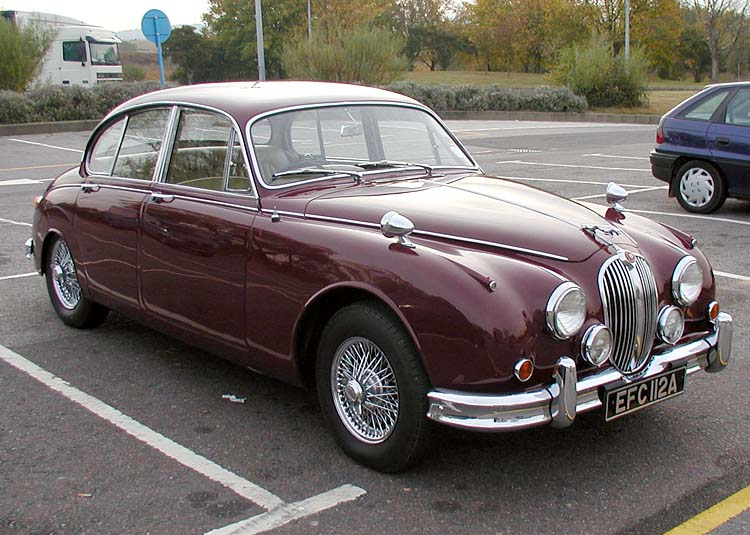
ジャガー・Mk2 3.4

ジャガー・Mk1/Mk2（マーク1/マーク2）はジャガーが1956年から1967年まで生産していた小型サルーンである。1967年からシリーズ名が再編され、240/340というモデルに切り替っているが、これにも触れる。

## 概要
第二次世界大戦後スポーツカー/グランツーリスモ及び大型サルーンのみを生産してきたジャガーが、新たな市場の開発のために1956年に市場に送り出した中型サルーンが「2.4サルーン」であった。エンジンはすでに戦後型各車で実績のあった大排気量直列6気筒DOHCのXKエンジンをショートストローク化して採用した。2年後にはXK140用の3,442ccエンジンを搭載した「3.4サルーン」が追加され、いずれも高い人気を博した。
1959年にはモデルチェンジ版としてMk2が登場、そこからそれまでの2.4サルーン/3.4サルーンは便宜上Mk1と呼ばれることになった。Mk2は上記2タイプにEタイプ用の3,781ccエンジンを搭載した「3.8サルーン」が追加され、高性能スポーツサルーンとしてこちらも高い人気を持って市場に迎えられた。1967年から3,781ccモデルは廃止されて各部の装備が簡略化された240/340というモデルに切り替わり、最終的には1969年まで生産された。
なお、ジャガーではフルサイズのサルーンの名称はローマ数字で表し、小型サルーンの名称はアラビア数字で表すという区別をしていた。

### Mk1

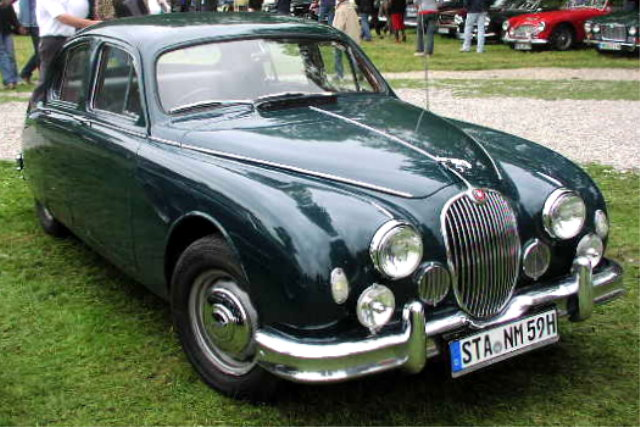
ジャガー・2.4リットル（Mk1）

1955年10月に発表された2.4サルーンは、ジャガーとして初めてモノコックボディを採用した自動車である。強度を保つために窓枠が非常に太く、ここが後に登場するMk2との最も大きな識別点となっている。
3,442ccのXKエンジンの行程を切り詰めて内径φ83.0mm×行程76.5mm、排気量2,483ccとし圧縮比は8.0、ソレックスのダウンドラフトツインキャブレターを組み合わせ、で112hp/5,750rpm、19.4kgm/2,000rpmを発揮した。
トランスミッションはそれまで社内で用いられてきた4速MTを搭載し、オプションで機械式オーバードライブを選択できた。
ボディはそれぞれマークVIIとの比較で400mm短い全長4,590mm、150mm狭い全幅1,700mm、140mm低い全高1,460mm。300mm近く短いホイールベース2,730mmと小型である。車両重量も1,270kgに抑えられた。
サスペンションはフロントがダブルウィッシュボーン＋トーションバー、リアはトレーリングリンク＋ラディアスアーム＋リーフスプリング。フロントトレッド1,390mmよりリアトレッドが1,270mmと狭い、珍しい構造であった。
内装はそれまでのジャガー車に劣らぬ豪華な内容となっており、レザーシートとウッドパネルの空間が広がっている。
ブレーキはドラムだがディスクを選択できた。
SE仕様が用意され、この後「リーピング・ジャガー」と呼ばれ親しまれるようになったジャガーのマスコットが含まれていた。
1957年、3.4サルーンがデビューした。XK140用の直列6気筒DOHC、内径φ83.0mm×行程106.0mm、3,442ccエンジンを採用。SUキャブレターを2基搭載し、210hp/5,500rpmを発揮した。車両重量は1,422kgに増大してはいたが最高速度193km/hなどを実現し、高性能スポーツセダンとして認められた。このモデルからトランスミッションに3速ATが選べるようになり、1958年から2.4サルーンでも選択可能となった。ダッシュボード上に設置された小さなシフトセレクターでギアを操作できるようになっていたため、ATモデルはMTモデルと違い、フロントシートがベンチシートになっていた。また、3.4サルーンの登場に伴いフロントサスペンションが強化され、フロントにディスクブレーキを選択できるようになり、ラジエーターが大型化された。その高い戦闘能力からラリーなどのレースでも使用されるようになっていった。

### Mk2
1959年10月に登場したMk2はもちろんMk1の改良版であるが、ほとんど変わらない外見と異なり、メカニズム的には大きな進歩を遂げており、当時の世界の小型セダン市場に大きな衝撃を与えた。
外装では、クロームメッキを施した細いウィンドウサッシュおよびリアタイヤを覆うスパッツ、バンパーのオーバーライダーが最も変わった点である。窓枠が細くなって横窓の面積が増え、後窓も拡大されたため、室内はより開放感が生まれ、実際に明るくなった。シート及びダッシュボードのデザインは見直され、メッキパーツの点数も増やされたため、より豪華に洗練されて生まれ変わっている。
車両重量は2.4サルーンで1,447kg。
メカニズムとしては、それまでのエンジンラインナップに加え、ジャガー・マークIXに搭載されていた3,781ccXKエンジンを追加した点が大きい。圧縮比は8.0で、SUツインキャブレターとの組み合わせから220hp/5,500rpmを発揮した。車両重量はやや増えたが1,524kgに納まり、これにより0-60mph加速8.8秒を実現、最高速度は201km/hに達した。3.4サルーンのエンジンは従来通りであったが、2.4サルーンのエンジンは8hpアップの120hp/5,500rpm、19.9kgm/2,000rpmとなった。
トランスミッションは下位モデルと同様4速MT(オーバードライブあり/なし)及び3速ATが選べた。
3.8サルーンに四輪ディスクブレーキが標準装備され、2.4サルーンと3.4サルーンでもオプションで選択可能となった。
足廻りではリアトレッドが83mm広げられ、より安定性が増した。

1960年5月にジャガーがデイムラーを買収したことから、1962年、Mk2にデイムラー製V型8気筒エンジンを搭載した姉妹車であるデイムラー・2½V8サルーンが発売された。
1965年には、旧式のギアボックスに代わり、マークXとEタイプに先駆けてMTがフルシンクロの4速になった。また、1967年モデルではパワーステアリングも採用された。
1966年になると売り上げが落ち始めたことから、コストダウンして値段を下げるために、標準モデルにおいてレザーシートがビニール製になったり、フォグランプが廃止されたりという変更を受けた。ただし、いずれもオプションとして追加可能であった。
1967年にはジャガーの経済的理由によりコストダウンを余儀なくされ、新たなモデルへと切り換えられた。

### 240/340
1967年までにジャガーの経営は圧迫され始め、車種整理の必要に迫られた。そこで登場したのがMk2の改良版である240/340である。
各部にコストダウンの跡が認められるものの、メカニズム的には進化している。エンジンは3.8リットルがラインナップから落とされたが、ヘッド形状の見直しによってパフォーマンスは向上した。特に2.4リットルモデルの240ではキャブレターもSU製のものに換えられたため、最高出力は133hp/5,500rpmと飛躍的に向上している。3.4モデルの340も、出力こそ210hp/5,500rpm、29.7kgm/3,000rpmと変わらないものの、加速は0-50mph（0-80km/h）で9秒から6.9秒と、こちらも飛躍的に向上している。
外見上では、細くなったバンパーとホイールキャップのデザインが最も大きな変更点である。内装ではレザーの代わりにビニールが用いられるようになった。

このモデルチェンジに伴い、姉妹車のデイムラー・2½V8サルーンもV8 250にモデルチェンジしている。